# Fine turno
Fine turno (End of Watch) è un romanzo thriller di Stephen King, pubblicato nel 2016.
È il terzo capitolo della trilogia di Bill Hodges ed è il seguito di Chi perde paga.
La storia è focalizzata su Brady Hartsfield, l'assassino di Mercedes, che apparentemente si trova in uno stato vegetativo. Bill Hodges e i suoi soci Jerome e Holly si troveranno ancora una volta ad affrontare i piani vendicativi di Brady, che non solo è cosciente, ma controlla la sua mente che adesso ha poteri impensabili.

## Storia editoriale
Il romanzo è stato pubblicato negli USA il 7 giugno 2016. In Italia è stato pubblicato l'11 ottobre dello stesso anno. 

## Trama
Sono passati 7 anni dall'attacco al City Center. L'assassino Mr. Mercedes, Brady Hartsfield, è nel reparto di terapia intensiva in uno stato vegetativo. Il colpo assestatogli da Holly Gibney con il "Castigamatti" (un calzino riempito di cuscinetti a sfera) anni prima lo ha paralizzato, ed egli sembra innocuo. In realtà, un medico dell'ospedale ha condotto per anni esperimenti su Brady, somministrandogli vari farmaci. Questi hanno dato dei poteri al suo cervello, può controllare oggetti ed entrare dentro i corpi spingendoli ad agire sotto la sua volontà, tramite ipnosi. Le sue prime vittime sono il neurochirurgo Felix Babineau che lo ha in cura e il bibliotecario dell'ospedale.
Il caso di omicidio-suicidio di due vittime del City Center (Martine Stover e la madre) insospettisce Bill Hodges e i suoi soci. Bill ha quasi settant'anni e il suo stato di salute non è dei migliori, dopo un infarto e un cancro al pancreas che gli hanno lasciato sei mesi di vita, ma egli vuole occuparsi del caso. Sulla scena dell'omicidio-suicidio, Hodges e Holly scoprono uno Zappit, una vecchia console, e scoprono che questa è stata donata da un uomo pochi giorni prima, come regalo. Nel frattempo Hartsfield scopre che un gioco della console, "Pesca nello stagno", crea dipendenza. Grazie al suo controllo, riesce ad ottenere molto denaro dal neurochirurgo, con il quale acquista migliaia di Zappit dall'azienda che è andata in bancarotta. Il suo obiettivo è quello di spingere gli adolescenti che ci giocano a suicidarsi, come ha fatto con Martine Stover. Con l'aiuto della sua vecchia collega, Freddi Linklatter, riesce a riprogrammare tutti gli Zappit, in modo che tutti abbiano come unico gioco "Pesca nello stagno". 
Le console iniziano ad essere regalate ai ragazzini, come premi di consolazione. Brady mette in palio premi come scooter, computer, cellulari, per spingere gli adolescenti a giocare il più possibile, in modo da accumulare punti ed avere possibilità di vincere. Hartsfield spera che anche Hodges usi la console, in modo da potersi vendicare definitivamente. Una delle prime vittime sarà invece Barbara Robinson, sorella di Jerome, ma che riuscirà ad aiutare l'agenzia a trovare il pericoloso criminale.

## Curiosità
Il libro è dedicato a Thomas Harris, il creatore di Hannibal Lecter. Il paragone riguarda i due antagonisti che riescono ad esercitare un forte controllo sulle menti altrui. A differenza del personaggio di Harris però, i poteri sono più orientati ad un ambito del soprannaturale, più frequente nei libri e nello stile di King.

## Edizioni
- Stephen King, Fine turno, traduzione di Giovanni Arduino, Sperling & Kupfer, 2016,  p. 477, ISBN 978-88-200-6101-2.